# Керчу, Олег Николаевич
Олег Николаевич Керчу (укр. Олег Миколайович Керчу; род. 6 июля 1984, Черновцы) — украинский футболист, защитник. Рекордсмен черновицкой «Буковины» по количеству сыгранных поединков в украинский период. Ныне тренер.

## Биография
Воспитанник буковинского футбола (первый тренер — Михаил Мельник), первые годы занимался в ДЮСШ «Буковина» (тренер — Юрий Крафт). Профессиональную карьеру начал именно в черновицкой «Буковине». Дебютировал 26 июля 2001 года в домашнем матче Кубка Украины против львовского «Динамо» (2:1). За буковинский клуб в 2001—2005 годах сыграл 134 матча (7 голов). После этого периода получил приглашение на просмотр в ФК «Харьков», но закрепиться в этом клубе ему не удалось и Олег в 2006 году подписал контракт с черниговской «Десной», в составе которой стал победителем Второй лиги Украины. В начале 2007 года перебрался из «Десны» в ивано-франковское «Прикарпатье», однако перед этим был на просмотре в латвийском клубе высшей лиги «Вентспилс». В составе «прикарпатцев» провёл 15 матчей и вместе с командой получил серебряные медали Второй лиги Украины.
В августе того же года вернулся в родную «Буковину», где стал одним из лидером команды, со временем и капитаном команде. В составе родной команды стал победителем Второй лиги Украины (правда, в чемпионском сезоне из-за травмы колена сыграл совсем мало), а также рекордсменом черновицкой команды по количеству сыгранных поединков в чемпионате и Кубке Украины. В сезоне 2012/13 вместе с командой занял 4-е место в первой украинской лиге, которое и-за определённых обстоятельств других команд могло позволить рассчитывать на повышение в классе, однако ФФУ отказало «Буковине» в выступлениях в Премьер-лиге. И в зимнее межсезонье следующего сезона в связи с финансовыми трудностями (которые были связаны именно с этим отказом), Керчу, как и прежде ряд других игроков, покинул родной клуб. За этот семи летний период он провёл 159 матчей, в которых забил 12 голов.
В 2014 году перешёл в белорусский «Нафтан», где уже к этому длительное время играл хорошо ему знакомый Руслан Гунчак. Дебютировал за «Нафтан» 29 марта в домашнем матче Высшей Белорусской лиги против «Торпедо-БелАЗ» (2:0), а 26 июля отличился дебютным голом (матч 1/16 финала Кубка Беларуси против «АК Ждановичи» (4:0)). Отыграв один сезон за белорусов, зимой 2015 года перебрался в тернопольскую «Ниву» (в тернопольской команде Олег выступал в качестве капитана), летом продлил контракт ещё на один год, однако в конце августа покинул клуб. В конце марта 2016 вернулся в состав родной «Буковины». В конце апреля, проведя четыре официальных матча, оставил родную команду и отправился в Канаду, где планировал выступать за коллектив «Торонто Атомик» (укр.), но в результате выступал за «Юкрэйн Юнайтед» (Торонто) (укр.).
1 марта 2017 года уже в четвёртый раз в своей карьере подписал контракт с родной «Буковиной», где его избрали вице-капитаном команды. 8 апреля того же года Олег провел 300-й официальный матч в составе «Буковины». В мае того же года покинул состав родного клуба и снова отправился в Канаду, где выступал за клуб «Воркута» (Торонто). В новой команде Олегу доверили капитанскую повязку. Также в канадском клубе он является автором первого гола в истории ФК «Воркута» в чемпионатах Канадской Футбольной Лиги, и автором золотого гола, который принес команде титул чемпионов регулярного сезона Канадской Футбольной Лиги. С апреля по май 2019 года Керчу вновь был заявлен за родную черновицкую команду, в которой в очередной раз исполнял обязанности капитана.
С июля того же года выступал за один из сильнейших любительских клубов чемпионата Хмельницкой области: «Эпицентр» (Дунаевцы), который в то же время выступал и в чемпионате Украины среди любителей. Однако уже вскоре перешёл к прямому конкуренту: «Покутье» (Коломыя), который представлял Ивано-Франковский край в той же группе любительского первенства. С 2020 года стал тренером в родной ДЮСШ, в которой работал тренером в двух возрастных группах. В летнее межсезонье 2023 года вошёл в тренерский штаб «Буковины», хотя и до этого Олег Николаевич неоднократно привлекался к тренировочным сборам команды. Параллельно тренировал и юношеский (U-19) состав, который выступает во всеукраинской лиге юниоров.

## Личная жизнь
Женат, воспитывает двоих детей.

## Достижения
Украина
- Победитель Второй лиги Украины (2): 2005/06, 2009/10
- Серебряный призёр Второй лиги Украины: 2006/07

Канада
- Победитель регулярного чемпионата Канадской футбольной лиги: 2017
- Победитель плей-офф Канадской футбольной лиги: 2018
- Серебряный призёр регулярного чемпионата Канадской футбольной лиги (2): 2016, 2018
- Полуфиналист плей-офф Канадской футбольной лиги (2): 2016, 2017

## Статистика
| Украина                   | Матчи | Количество забитых мячей |
| ------------------------- | ----- | ------------------------ |
| Первая лига               | 131   | 9                        |
| Кубок                     | 13    | 0                        |
| Вторая лига               | 225   | 14                       |
| Беларусь                  | Матчи | Количество забитых мячей |
| Высшая лига               | 31    | 0                        |
| Кубок                     | 2     | 1                        |
| Канада                    | Матчи | Количество забитых мячей |
| Канадская футбольная лига | 49    | 10                       |
| Всего за карьеру          | 451   | 34                       |